# 小島站
小島站（日语：／ Oshima eki */?）是位於日本德島縣美馬市、隸屬於四國旅客鐵道（JR四國）的鐵路車站。車站編號為B17，只停靠普通列車。為現時德島線中使用人數最少的車站。
1973年，一套由當地長大的攝影師上原芳明所拍攝，長約10分鐘的獨立短片《小島站》記錄了1972年下半年本站由有人站變為無人站的經過。2014年春季JR「青春18車票」海報也以本站櫻花盛開時的月台照作為背景。

## 車站構造
本站為單層木製的站房，是規模較小的站舍。現時只設有候車大堂及舊站務室，無人化後，站務室長期空置中，並改由車站外的「國見商店」委託發售車票，也沒有加設自動售票機等設備。洗手間設於月台範圍內。
設有島式月台1座，提供1線2面的配置，有效長度為6輛。由於過往是線內電氣路籤閉塞的重要車站，月台兩端的緩衝區間亦較長，兩端轉轍器的距離達10輛；而兩端同樣採用Y型轉轍器，列車進站時均全靠左側行駛。
月台與站舍之間以行人天橋連接，設於月台末端向貞光站方向，月台上只設有長約1節的有蓋候車亭及候車座椅，設於天橋上落口附近。
跟江口站的情況相同，各月台不設編號，只以行車方向來區份。靠近站舍的路軌為上行、而遠離站舍的路軌為下行。而上行月台旁邊另設有側線軌道1條，為保線用路軌，盡頭更設有車庫。

### 月台配置
| 月台                | 路線    | 方向 | 目的地         | 備註 |
| ------------------- | ------- | ---- | -------------- | ---- |
| 靠近站舍            | ■德島線 | 上行 | 穴吹、德島方向 |      |
| 靠近山邊 (遠離站舍) | ■德島線 | 下行 | 阿波池田方向   |      |

## 歷史
- 1914年3月25日：開業。
- 1972年10月1日：無人化。[4]
- 1987年4月1日：日本國鐵分割民營化，車站的營運由JR四國繼承。

## 相鄰車站
四國旅客鐵道（JR四國）
■德島線
穴吹（B16）－小島（B17）－貞光（B18）

## 外部連結
- 《小島站》影片，NPO法人科学映像館。 （页面存档备份，存于）（日語）